# Hirtshals hamn

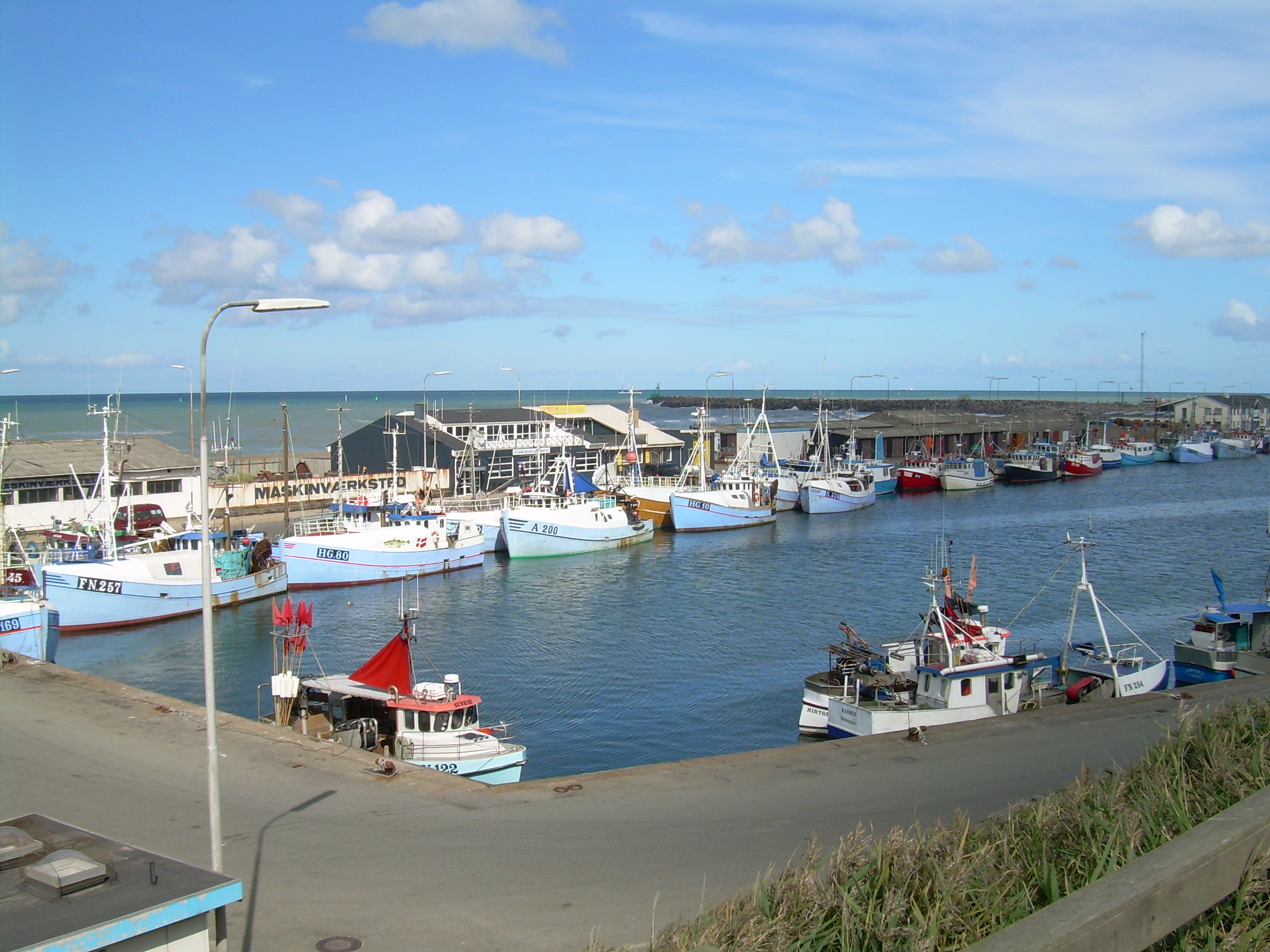
Fiskebåtar, 2006

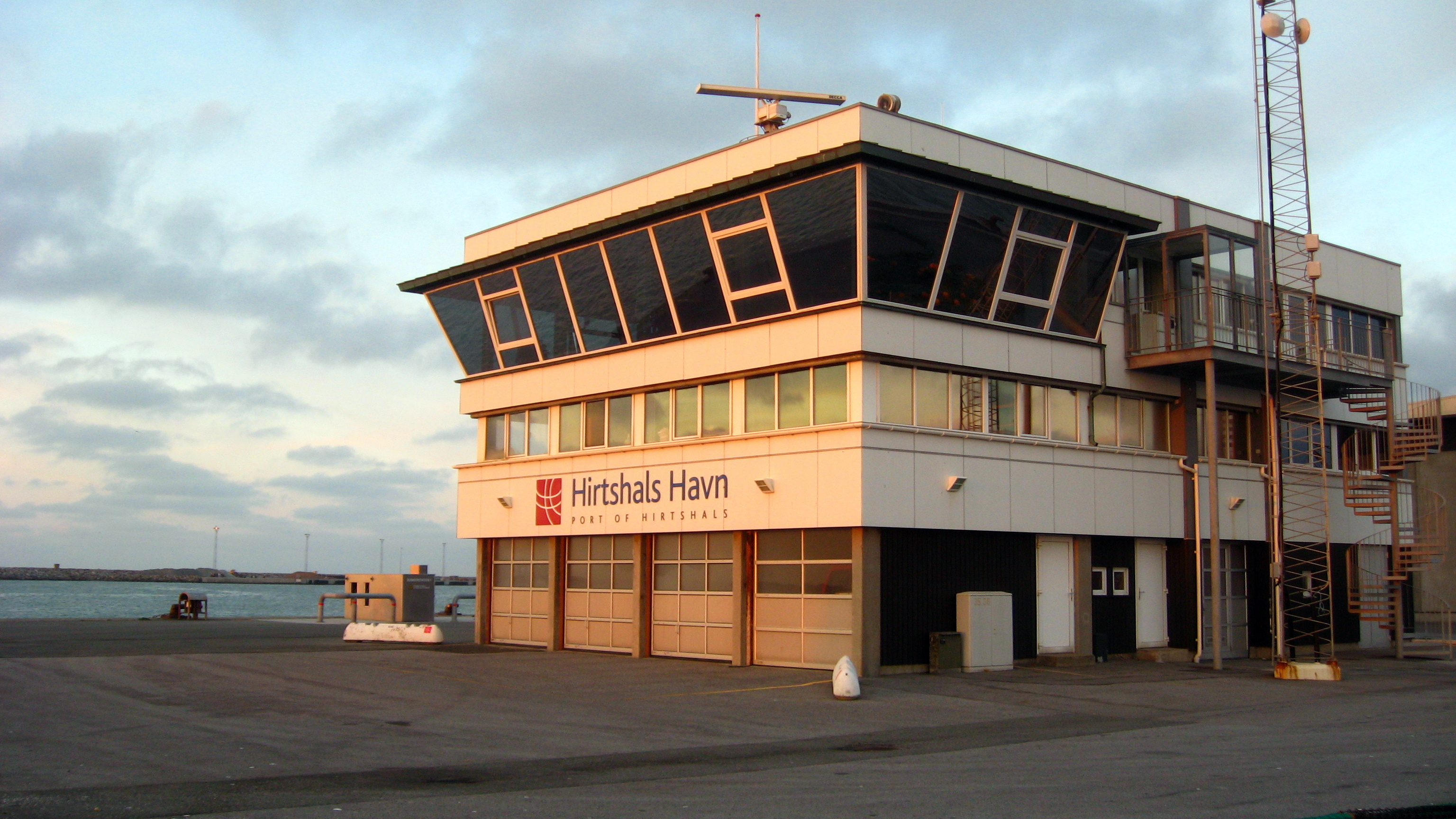
Hirtshals hamn

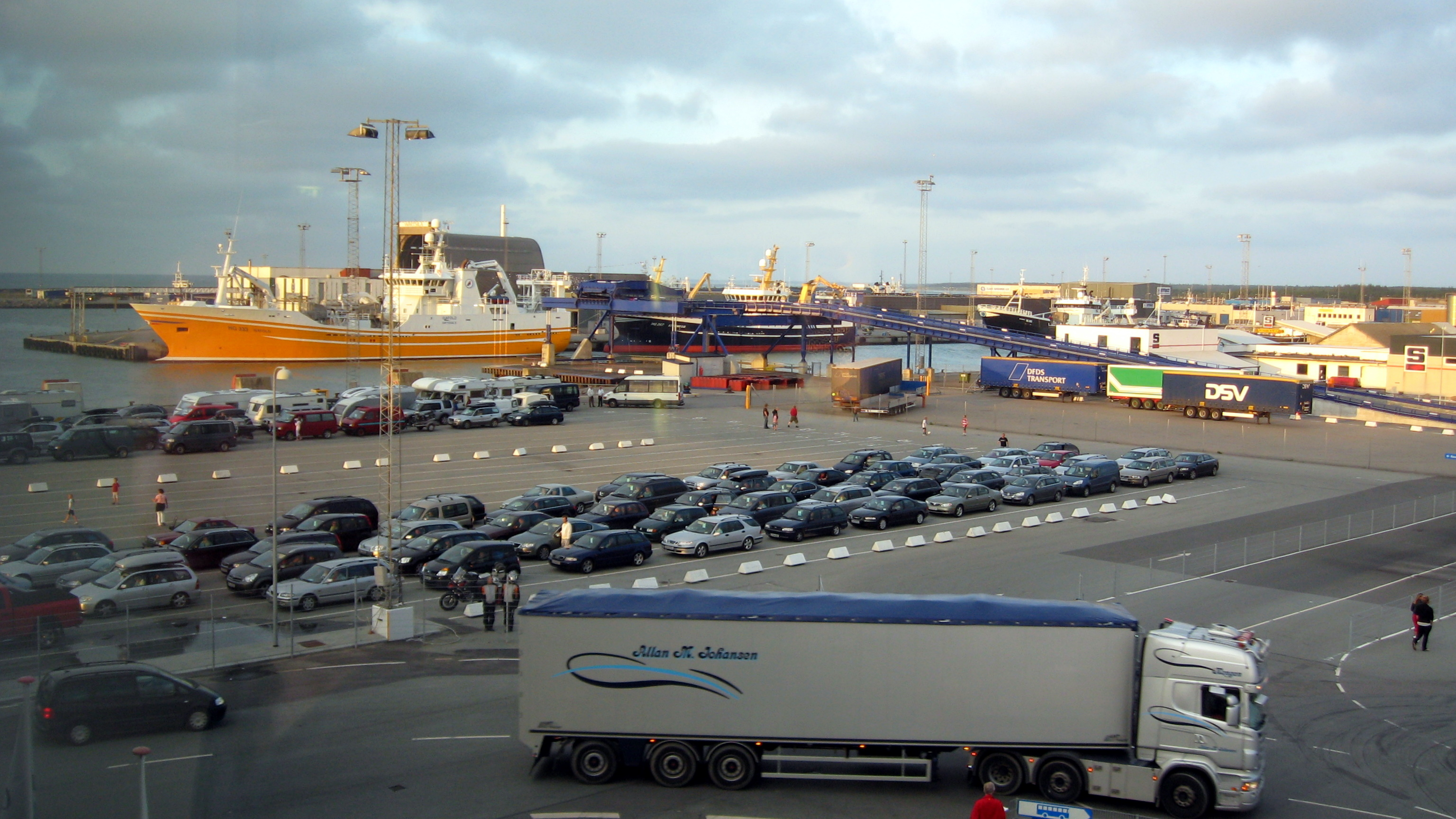
Tidigare HG 333 Isafold i Hirtshals hamn, 2009

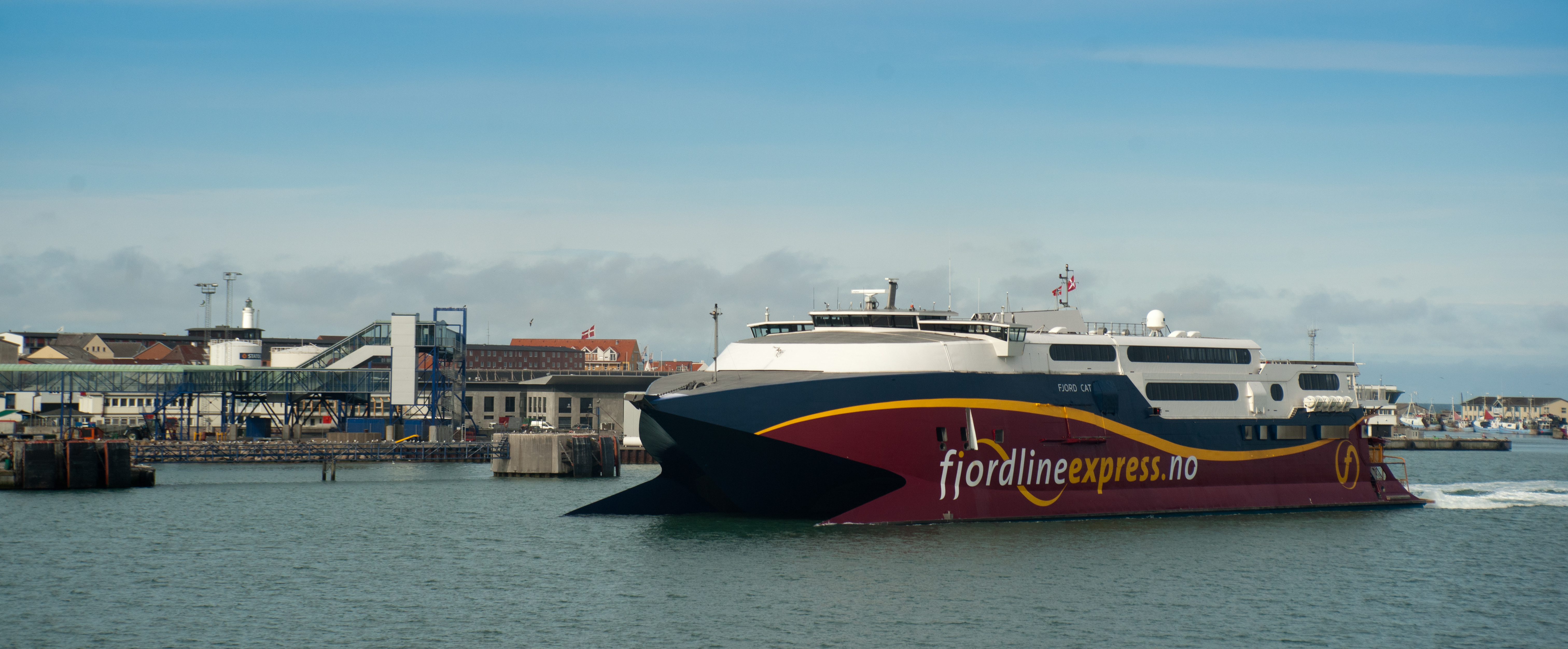
Fjord Line snabbfärja HCS Fjord Cat i Hirtshals hamn

Hirtshals hamn är en dansk kommunal hamn i Hirtshals, mellan Jammerbukten och Tannisbukten i Jylland. 
Hirtshals hamn byggdes 1919–1930 och var den första danska hamnen som byggdes på den öppna kusten mot Nordsjön. Den har 4,7 kilometer kaj och en yta på omkring 1 100 000 kvadratmeter. Djupet vid kaj är upp till 10,5 meter. 

## Historik
Idén om en skyddad hamn på Vendsyssels västra kust väcktes i början av 1800-talet för att säkra en trad för posttrafik direkt mellan Danmark och Norge utan omväg över Sverige. Fredrik VI lämnade dock 1805 uppdraget till nuvarande Frederikshavn på Vendsyssels östkust.
På 1880-talet lanserades nya planer för en hamn på Jyllands västkust och då var möjligheterna för en fiskebåtshamn mer uppmärksammade. År 1914 tillsattes en statlig kommission och 1917 fattades beslut om att bygga Hirtshals hamn. Arbetet leddes fram till 1930 av ingenjören Jørgen Fibiger.
Hamnen öppnades i december 1929, men hamntrafiken ökade i början endast långsamt.
Tack vare sillfisket utvecklade sig Hirtshals till en av Nordeuropas största fiskehamnar. Framför allt från slutet av 1950-talet till början av 1970-talet gav fisket underlag för en tillväxt av hamn och stad. Under 1960-talet landades årligen 15.000 – 25.000 ton fisk. Inte minst svenska fiskare landade sill i Hirtshals.
Från 1970-talet gick fisket ned. År 1975 var det fortfarande 840 fiskare i hamnen, år 2001 300. 
I början av 1980-talet öppnade fiskeriforskningscentret Nordsøcentret (idag Nordsøen Forskerpark). En del av verksamheten är Nordsøen Oceanarium, som öppnade 1984 under namnet "Nordseemuseum“ och ger allmänheten inblick i Nordsjöns fauna. År 1998 invigdes ett akvarium med 4,5 miljoner liter vatten, vilket är störst i Europa av sitt slag.

## Färjehamn
Hirtshals har den danska terminalen för det norska rederiet Fjord Lines färjelinjer mellan Jylland och Kristiansand, Langeland och Bergen/Stavanger.
Hirthals Redningsstation, som inrättades 1890, ligger numera i Hirtshals hamn.